# Michael Busch
Michael James Busch (Inver Grove Heights, Minnesota, 9 de noviembre de 1997), más conocido como Michael Busch, es un jugador profesional estadounidense de béisbol que se desempeña en la posición de primera base en Chicago Cubs, equipo de las Grandes Ligas de Béisbol (MLB).

## Carrera
Busch hizo su debut en la MLB con el equipo Los Angeles Dodgers, en el cual jugó una temporada (2023), después pasó a Chicago Cubs, donde lleva jugando una temporada.